# Hörnle und Geißberg
Hörnle und Geißberg ist ein mit Verordnung des Regierungspräsidiums Karlsruhe vom 30. Dezember 1993 ausgewiesenes Naturschutzgebiet mit der Nummer 2.176 und ein gleichnamiges Landschaftsschutzgebiet mit der Nummer 2.35.051.

## Lage
Die Schutzgebiete befindet sich in den Naturräumen Obere Gäue und Schwarzwald-Randplatten. Es grenzt im Süden und Nordosten an das 83 Hektar große Landschaftsschutzgebiet Nr. 2.35.051 Hörnle und Geißberg, welches als Puffer- und Ergänzung dient. Das Schutzgebiet ist Teil des FFH-Gebiets Nr. 7218-341 Calwer Heckengäu und umfasst die Erhebungen Hörnle (586,5 m) und Geißberg (577,7 m), die nordwestlich bzw. nördlich von Simmozheim liegen.

## Schutzzweck
Laut Verordnung ist der Schutzzweck die Erhaltung, Entwicklung und Pflege einer kleinräumig strukturierten Landschaft mit ihren typischen Landschaftselementen auf Muschelkalk wie Halbtrockenrasen, mageren Wiesen, steinreichen Ackerflächen, Hecken, Streuobstwiesen und kleinen Steinbrüchen als Lebensraum typischer, spezialisierter Tier- und Pflanzenarten. 

## Flora und Fauna
Die Halbtrockenrasen sind besiedelt von Pflanzen wie Knolliger Hahnenfuß, Kleiner Wiesenknopf und Kartäusernelke. Eine Besonderheit des Gebiets ist das Vorkommen des geschützten Feld-Sandlaufkäfers. In den Waldrändern brüten Dorngrasmücke und Neuntöter.